# Basil Gorgis
Basil Gorgis, eller Basil Korkis, född 6 september 1961, var en irak-assyrisk fotbollsspelare som trots sin korta karriär än idag ses som en av Iraks bästa fotbollsspelare genom tiderna. Han spelade oftast som mittfältare.
Gorgis var del av Iraks "gyllene lag" på 1980-talet som bestod av bl.a. Falah Hassan, Hussein Saeed, Ahmed Radhi och Thamir Yousif.
Han gjorde sin debut i det irakiska fotbollslandslaget 1981, i en match mot Jordanien, i Bagdad. Han fick stanna i landslaget och var en viktig del av laget i arabiska cupen i Marocko 1985. I finalmatchen av turneringen nickade Gorgis in den avgörande bollen vilken gav Irak titeln.